# فرش‌مرجان اسفنجی
فرش‌مرجان اسفنجی (نام علمی: Parazoanthus parasiticus) نام یک گونه از شاخه مرجانیان است.